# Snježana Kordić
Snježana Kordić (wym. [ˈsnjɛʒʌnʌ ˈkɔːrditʃ] ( odsłuchaj); ur. 29 października 1964 w Osijeku) – chorwacka kroatystka, doktor habilitowany nauk humanistycznych, nauczyciel akademicki. Autorka książki Jezik i nacionalizam, promującej teorię policentryzmu w lingwistyce oraz koncepcję języka serbsko-chorwackiego jako języka policentrycznego. Zaangażowała się także w krytykę ideologii puryzmu i preskryptywizmu językowego.

## Kariera naukowa
W 1988 roku ukończyła studia języka serbsko-chorwackiego i literatury południowosłowiańskiej na Uniwersytecie Josipa Juraja Strossmayera w Osijeku. Tam w 1990 została pracownikiem naukowym kroatystyki (językoznawstwa). Od 1991 pracowała na Uniwersytecie w Zagrzebiu jako asystent w Katedrze Nowoczesnego Języka Chorwackiego na Wydziale Filozoficznym, a jednocześnie prowadziła wykłady w Studium Dziennikarstwa na Wydziale Nauk Politycznych. Ukończyła studia podyplomowe w zakresie językoznawstwa i obroniła pracę magisterską w 1992 na Wydziale Filozoficznym Uniwersytetu w Zagrzebiu, gdzie w 1993 również przedstawiła i obroniła dysertację doktorską. Od 1993 do 2007 pracowała na uczelniach w Niemczech jako wykładowca akademicki, docent i profesor wizytujący: w Katedrze Slawistyki na Wydziale Filologicznym Uniwersytetu Ruhry w Bochum, w Katedrze Słowiańsko-Bałtyckiej na Wydziale Filozoficznym Westfalskiego Uniwersytetu Wilhelma w Münsterze, w Instytucie Slawistyki Uniwersytetu Humboldtów w Berlinie i w Instytucie Językoznawstwa Ogólnego, Fonetyki i Filologii Słowiańskiej Uniwersytetu Johanna Wolfganga Goethego we Frankfurcie nad Menem. Była promotorem kilkudziesięciu prac magisterskich i doktorskich. W 2002 uzyskała habilitację z filologii słowiańskiej na münsterskiej uczelni.

## Zainteresowania i praca

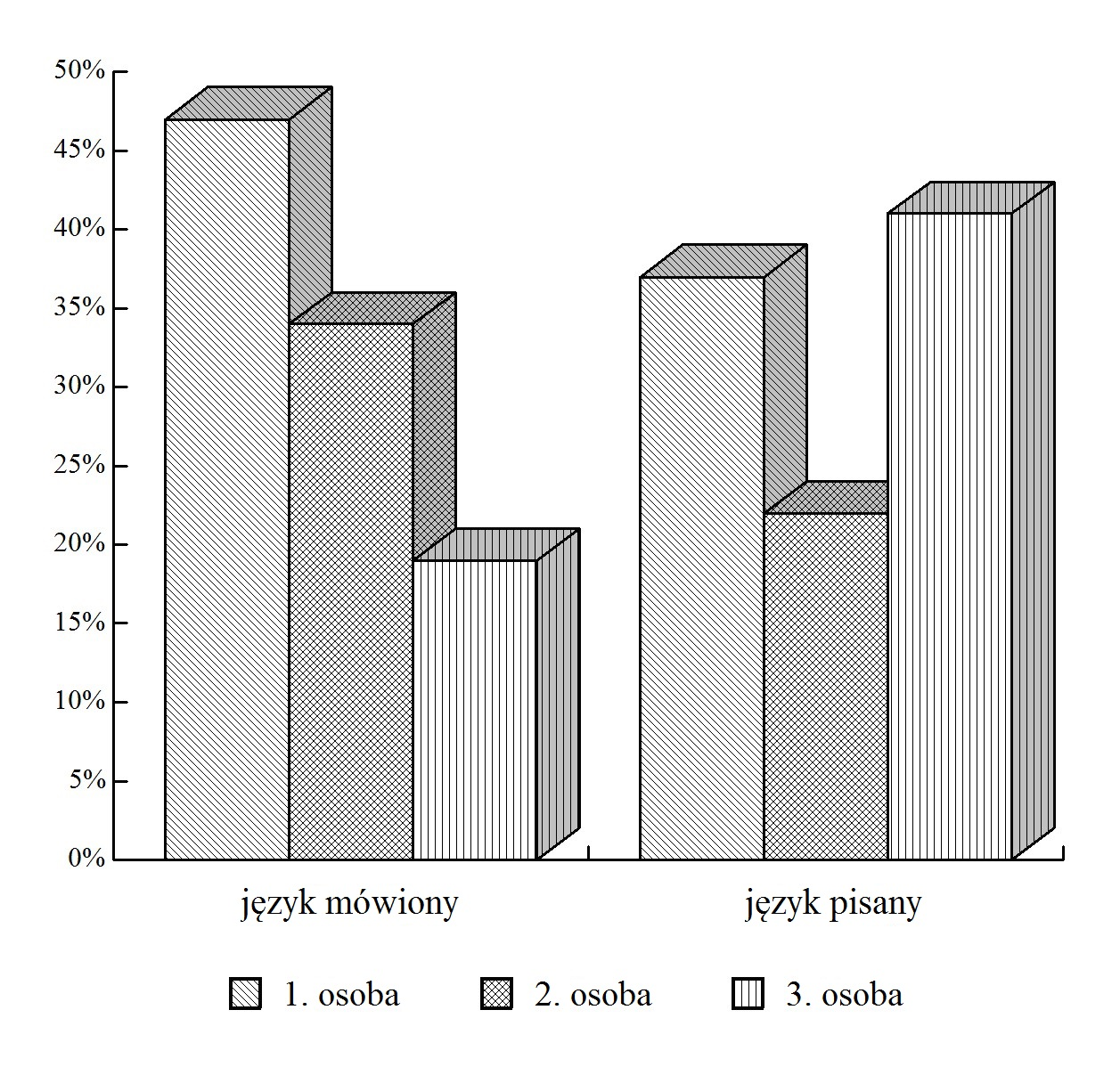
Częstotliwość zaimków osobowych w języku serbsko-chorwackim (Kordić)

Kordić opublikowała ponad 150 prac z zakresu językoznawstwa. Do jej zainteresowań naukowych należą: gramatyka, składnia, lingwistyka tekstu, analiza dyskursu, pragmatyka, style funkcjonalne, lingwistyka korpusowa, leksykologia, socjolingwistyka, polityka językowa. W 1991 została wybrana na członka prezydium Chorwackiego Towarzystwa Filologicznego. W 1993 została wybrana na członka Międzynarodowej Komisji Socjolingwistycznej przy Międzynarodowym Komitecie Slawistów (Kraków). Od 1996 do 2015 współtworzyła Linguistic Bibliography Online. Od 2002 członkini Niemieckiego Towarzystwa Badaczy. Członek redakcji czasopism naukowych, m.in. w Polsce „Slavia Meridionalis” (od 2004).
W 2017 roku była zaangażowana w podpisanie deklaracji o wspólnym języku Serbii, Czarnogóry, Chorwacji i Bośni i Hercegowiny, dokumentu, w powstanie którego zaangażowanych było około dwustu językoznawców i pisarzy z czterech państw byłej Jugosławii. Deklaracja przedstawiona została w Sarajewie 30 marca 2017 i w ciągu 20 godzin podpisało ją ponad 2000 osób. Celem deklaracji było między innymi zwrócenie uwagi na sztuczne, wynikające z nacjonalizmów podziały i uwydatniane na siłę różnice, nadmierny i nieautentyczny puryzm. Podkreślano, że istnienie jednego, wspólnego języka nie zmienia faktu, że państwa i narody są cztery i nie ma nic wspólnego z przynależnością etniczną i poczuciem tożsamości narodowej.

## Wybrane publikacje

### Monografie naukowe
- Relativna rečenica. Zagrzeb: Matica hrvatska i Hrvatsko filološko društvo, 1995, s. 366, seria: Znanstvena biblioteka Hrvatskog filološkog društva ; 25. DOI: 10.2139/ssrn.3460911. ISBN 953-6050-04-8. OCLC 37606491. (serb.-chorw.).
  - Der Relativsatz im Serbokroatischen. Wyd. 2. 2002; 3. 2005. Monachium: Lincom Europa, 1999, s. 330, seria: Studies in Slavic Linguistics ; 10. ISBN 3-89586-573-7. OCLC 42422661. (niem.). Inhaltsverzeichnis.
- Riječi na granici punoznačnosti. Zagrzeb: Hrvatska sveučilišna naklada, 2002, s. 227. DOI: 10.2139/ssrn.3467413. ISBN 953-169-073-1. OCLC 54680648. (serb.-chorw.).
  - Wörter im Grenzbereich von Lexikon und Grammatik im Serbokroatischen. Monachium: Lincom Europa, 2001, s. 280, seria: Studies in Slavic Linguistics ; 18. ISBN 3-89586-954-6. OCLC 47905097. (niem.).
- Jezik i nacionalizam. Wyd. 2. 2018. Zagrzeb: Durieux, 2010, s. 430, seria: Rotulus Universitas. DOI: 10.2139/ssrn.3467646. ISBN 978-953-188-311-5. OCLC 729837512. (serb.-chorw.).
  - Lengua y Nacionalismo. Juan Cristóbal Díaz Beltrán (tłum.). Doxa & Episteme, 2021, s. 553, seria: Bibliotheca Balcanica ; 1. ASIN B09NNTBYYP. (hiszp.).

#### Tłumaczenie na język polski
- Fragment iz książki "Język i nacjonalizm": Mity; Mit o cierpieniu (tłumaczyła Olga Lalić-Krowicka). „Migotania”. 65 (4), s. 56–57, 2019. Gdańsk. ISSN 2083-2494. [dostęp 2022-05-22]. [zarchiwizowane z adresu 2022-05-21].

### Podręczniki akademickie
- Kroatisch-Serbisch: ein Lehrbuch für Fortgeschrittene mit Grammatik. Wyd. 2. 2004. Hamburg: Buske, 1997, s. 196. ISBN 3-87548-162-3. (serb.-chorw.). (Wyd. 2. ISBN 3-87548-382-0).
- Serbo-Croatian. Wyd. 2. 2006. Monachium i Newcastle: Lincom Europa, 1997, s. 71, seria: Languages of the World/Materials ; 148. ISBN 3-89586-161-8. OCLC 37959860. (ang.). Contents.

## Recenzje w polskich czasopismach naukowych
O książkach Riječi na granici punoznačnosti i Relativna rečenica:

Zaprezentowane w książce analizy charakteryzuje typowa dla tej autorki różnorodność metodologiczna – świadcząca o bardzo dobrej orientacji w najnowszych tendencjach lingwistyki światowej – połączona z niezwykłą ścislością i konsekwencją rozumowania. Cechy te S. Kordić ujawniła już zresztą w swej wcześniejszej pracy, poświęconej składni zdań zależnych w języku chorwackim, pt. Relativna rečenica (Zagreb 1995). Książka ta uznawana jest za jedno z najlepszych kroatystycznych opracowań językoznawczych ostatnich lat. [...] Zwykle nie ogranicza się ono do prac kroatystycznych, ale pozwala spojrzeć na zagadnienie z perspektywy innych języków słowiańskich [...] Spośród najczęściej cytowanych w pracy autorów polskich wymienić można m.in. K. Feleszkę, R. Grzegorczykową, B. Klebanowską, M. Korytkowską, V. Koseską-Toszewą, R. Laskowskiego, U. Kantorczyk, K. Pisarkową, Z. Topolińską.

O książce Jezik i nacionalizam:

Monografia Snježany Kordić to bez wątpienia dzieło będące owocem gruntownych studiów nad różnorakimi aspektami polityki językowej, prowadzonej na obszarze Chorwacji i dawnej Jugosławii. Ogromna liczba cytowań, jak i bibliografia obejmująca przeszło pięćset pozycji, które wyszły spod pióra niemieckich i angielskich, ale także francuskich, szwedzkich, rosyjskich, duńskich, chorwackich, serbskich, czy polskich badaczy, dowodzi, że Kordić przygotowując Jezik i nacionalizam szczegółowo przestudiowała szeroki korpus literatury związanej z omawianą problematyką. Efektem tej imponującej pracy jest dzieło, w którym autorce udało się szczegółowo omówić trzy kluczowe problemy związane z chorwacką – i szerzej – postjugosłowiańską rzeczywistością językową. Mowa o dokonanej przez Kordić analizie kształtu i znaczenia chorwackiego puryzmu językowego, prezentacji modelu języka serbsko-chorwackiego jako policentrycznego, ostatecznie o omówieniu najważniejszych mitów współczesnej kroatystyki.

Niewątpliwie będzie ona lekturą obowiązkową kroatystów. Jak zwykle w przypadku rozpraw tego typu bywa, przedstawione w niej procesy, wyabstrahowane z lokalnego kontekstu serbsko-chorwackiego, stanowić będą też doskonały materiał do rozmyślań uniwersalnych nad zależnościami między językiem, narodem i państwem – także w odniesieniu do sytuacji polskiej.